# Secamone rectinervis
Secamone rectinervis är en oleanderväxtart som beskrevs av Rudolf Schlechter. Secamone rectinervis ingår i släktet Secamone och familjen oleanderväxter. Inga underarter finns listade i Catalogue of Life.